# Kostas Tsanas
Kostas Tsanas (gr. Κώστας Τσάνας) (ur. 22 sierpnia 1967 w Kyriaki) – grecki piłkarz, a także trener.

## Kariera piłkarska
W swojej karierze Tsanas reprezentował barwy zespołów APO Lewadiakos, Kalamata, Athinaikos oraz Ethnikos. W sezonie 1992/1993 jako zawodnika Lewadiakosu, z 14 bramkami na koncie został królem strzelców Beta Ethniki.

## Kariera trenerska
Tsanas karierę rozpoczął w 2001 roku jako trener juniorów Athinaikosu, a od 2005 roku prowadził także jego pierwszą drużynę. Następnie trenował Ilisiakos oraz był skautem AEK Ateny, a w 2011 roku został szkoleniowcem reprezentacji Grecji U-19. W 2012 roku doprowadził ją do finału Mistrzostw Europy.
W tym samym roku Tsanas objął stanowisko trenera kadry Grecji U-21, a w 2014 roku został tymczasowym selekcjonerem pierwszej reprezentacji Grecji. Poprowadził ją w jednym meczu, 18 listopada 2014 przeciwko Serbii (0:2). Następnie w 2015 roku ponownie został tymczasowym trenerem kadry. Tym razem poprowadził ją w czterech spotkaniach.